# 1984年ロサンゼルスオリンピックのルーマニア選手団
1984年ロサンゼルスオリンピックのルーマニア選手団（1984ねんロサンゼルスオリンピックのルーマニアせんしゅだん）は、1984年7月28日から8月12日にかけてアメリカ合衆国のロサンゼルスで開催された1984年ロサンゼルスオリンピックのルーマニア選手団、およびその競技結果。

## 概要
今大会は金メダル20個、銀メダル16個、銅メダル17個の合計53個のメダルを獲得した。

## メダル
| メダル | 選手名                       | 競技 | 種目             |
| ------ | ---------------------------- | ---- | ---------------- |
| 金     | ドイナ・メリンテ             | 陸上 | 女子800m         |
| 金     | マリチカ・プイカ             | 陸上 | 女子3000m        |
| 金     | アニソアラ・スタンチウ       | 陸上 | 女子走幅跳       |
| 銀     | ドイナ・メリンテ             | 陸上 | 女子1500m        |
| 銀     | バリ・イオネスク             | 陸上 | 女子走幅跳       |
| 銀     | ミハエラ・ロギン             | 陸上 | 女子砲丸投       |
| 銅     | フィタ・ロビン               | 陸上 | 女子800m         |
| 銅     | マリチカ・プイカ             | 陸上 | 女子1500m        |
| 銅     | クリスティアーナ・コジョカル | 陸上 | 女子400mハードル |
| 銅     | フロレンタ・クラチウネスク   | 陸上 | 女子円盤投       |
| 銅     | ミルチャ・フラティカ         | 柔道 | 男子78kg以下級   |
| 銅     | ミハイ・シオク               | 柔道 | 男子無差別級     |